# Milan Mačvan
Milan Mačvan (cyr. Милан Мачван; ur. 16 listopada 1989 w Vukovarze) – serbski koszykarz grający na pozycji silnego skrzydłowego, obecnie zawodnik Alvark Tokio.
W 2011 został wybrany w drafcie NBA przez Cleveland Cavaliers z 54 numerem.

## Kariera profesjonalna
Jesienią 2007 zadebiutował w pierwszym zespole KK FMP, a w połowie grudnia podpisał kontrakt z KK Hemofarm.
W 2009 wystąpił na Nike Hoop Summit w Portland. Zdobył 23 punkty, zebrał 14 piłek i 6 razy asystował. Został wybrany MVP i doprowadził zespół Reszty Świata do pierwszego zwycięstwa od 1998 roku.
17 grudnia 2010 podpisał pięcioletni kontrakt z Maccabi Tel Awiw. Zagrał w finale Euroligi w sezonie 2010/11, zdobył 3 punkty i zaliczył 4 zbiórki w ciągu 12 minut.
18 października 2011 został wypożyczony na rok do Partizana Belgrad. W Eurolidze notował 15,3 punktów i 8,2 zbiórek na mecz.
30 lipca 2012 podpisał dwuletnią umowę z Galatasarayem Stambuł, które zapłaciło za niego 250 tysięcy euro.
24 lipca 2019 dołączył do japońskiego Alvark Tokio.

## Osiągnięcia
Stan na 27 września 2019, na podstawie, o ile nie zaznaczono inaczej.

### Drużynowe
- Mistrz:
  - Włoch (2016)
  - Niemiec (2018, 2019)
  - Turcji (2013)
  - Serbii (2012)
  - Izraela (2011)
- Brąz Eurocup (2018)
- Zdobywca:
  - pucharu:
    - Niemiec (2018)
    - Włoch (2016, 2017)
    - Serbii (2012)
    - Izraela (2011)

  - superpucharu Włoch (2016)

### Indywidualne
- MVP:
  - play-off ligi serbskiej (2015)
  - Nike Hoop Summit (2009)
  - kolejki:
    - 7. Euroligi (2011/2012)
    - 10. Eurocup (2014/2015)
    - 17 i 28 Ligi Adriatyckiej (2014/2015)
- Wschodząca Gwiazda EuroCup (2009)
- Najlepszy młody sportowiec Serbii (2007)
- Zaliczony do I składu Składy Ligi Adriatyckiej (2015)[9]

### Reprezentacja
Seniorów
- Wicemistrz:
  - olimpijski (2016)[10]
  - Europy (2009, 2017)
- Mistrz kwalifikacji olimpijskich (2016)
- 4. miejsce w turnieju  London Invitational (2011 – 4. miejsce)
- Uczestnik:
  - mistrzostw:
    - świata (2010 – 4. miejsce)
    - Europy (2009, 2011 – 8. miejsce, 2017)

  - kwalifikacji do Eurobasketu (2012)

Młodzieżowe
- Mistrz:
  - uniwersjady (2009)
  - świata U–19 (2007)
  - Europy U–20 (2008)
  - Europy U–18 (2007)
- MVP mistrzostw świata U–19 (2007)
- Uczestnik:
  - mistrzostw Europy:
    - U–20 (2008)
    - U–18 (2006 – 5. miejsce, 2007)
    - U–16 (2005 – 5. miejsce)